# Kiernan Dewsbury-Hall
Kiernan Frank Dewsbury-Hall (Nottingham, 6 settembre 1998) è un calciatore inglese, centrocampista dell'Everton.

## Caratteristiche tecniche
È un centrocampista mancino molto duttile, che può essere impiegato come mezzala o trequartista; dotato di ottima tecnica individuale, è propenso ad invadere gli spazi sfruttando la sua prestanza atletica.

## Carriera

#### Gli inizi, Leicester City e vari prestiti
Dewsbury-Hall è nato a Nottingham ed è cresciuto a Shepshed, nel Leicestershire. Si è unito al Leicester City nel 2006, all'età di otto anni, in arrivo dagli Shepshed Dynamo Warriors, firmando il suo primo contratto da professionista con il club nel 2017. Debutta in prima squadra nella vittoria per 1-0 in FA Cup contro il Brentford il 25 gennaio 2020, entrando come sostituto di Kelechi Iheanacho. Due giorni dopo, si è unito al Blackpool in prestito per il resto della stagione 2019-2020. Ha segnato un gol di consolazione al suo debutto il giorno successivo nella sconfitta in trasferta per 2-1 contro il Wycombe, dopo aver sostituito Grant Ward.
Il 16 ottobre 2020 firma un nuovo contratto quadriennale con il Leicester e si unisce al Luton Town in prestito per una stagione. Qui si aggiudica quattro premi individuali alla cerimonia di premiazione di fine stagione del Luton, grazie ai suoi 3 goal e 7 assist in 41 presenze.
Debutta in Premier League il 28 agosto 2021, entrando come sostituto di James Maddison nella vittoria in trasferta per 2-1 sul Norwich City. Il 10 dicembre segna il suo primo gol per il Leicester City, nella sconfitta per 3-2 col Napoli nella fase a gironi di Europa League. Ha segnato il suo primo gol in Premier League il 10 aprile 2022, nella vittoria per 2-1 in casa contro il Crystal Palace.
Nella stagione 2023-2024, contribuisce alla promozione del Leicester in Premier League, vincendo il torneo di Football League Championship 2023-2024 e il premio di Player of the Season.

#### Chelsea
Il 2 luglio 2024 viene annunciato il suo trasferimento a titolo definitivo al Chelsea, con cui firma un contratto quinquennale. Il 3 ottobre seguente realizza il suo primo gol per i Blues nel successo per 4-2 in Conference League contro il Gent.

#### Everton
Dopo una sola annata a Londra, il 6 agosto 2025 si trasferisce a titolo definitivo all'Everton per 28 milioni di euro.

## Statistiche

### Presenze e reti nei club
Statistiche aggiornate al 6 agosto 2025.
| Stagione              | Squadra               | Campionato            | Campionato | Campionato | Coppe nazionali | Coppe nazionali | Coppe nazionali | Coppe continentali | Coppe continentali | Coppe continentali | Altre coppe | Altre coppe | Altre coppe | Totale | Totale |
| Stagione              | Squadra               | Comp                  | Pres       | Reti       | Comp            | Pres            | Reti            | Comp               | Pres               | Reti               | Comp        | Pres        | Reti        | Pres   | Reti   |
| --------------------- | --------------------- | --------------------- | ---------- | ---------- | --------------- | --------------- | --------------- | ------------------ | ------------------ | ------------------ | ----------- | ----------- | ----------- | ------ | ------ |
| 2018-2019             | Leicester City        | PL                    | 0          | 0          | FACup+CdL       | 1+1             | 0+0             | -                  | -                  | -                  | -           | -           | -           | 2      | 0      |
| 2019-2020             | Blackpool             | FL1                   | 10         | 4          | FACup+CdL       | 0+0             | 0+0             | -                  | -                  | -                  | -           | -           | -           | 10     | 4      |
| 2020-2021             | Luton Town            | FLC                   | 39         | 3          | FACup+CdL       | 1+0             | 0+0             | -                  | -                  | -                  | -           | -           | -           | 40     | 3      |
| 2021-2022             | Leicester City        | PL                    | 28         | 1          | FACup+CdL       | 1+3             | 0+0             | UEL+UECL           | 4+7                | 1+1                | CS          | 1           | 0           | 44     | 3      |
| 2022-2023             | Leicester City        | PL                    | 31         | 2          | FACup+CdL       | 2+1             | 0+0             | -                  | -                  | -                  | -           | -           | -           | 34     | 2      |
| 2023-2024             | Leicester City        | FLC                   | 44         | 12         | FACup+CdL       | 2+3             | 0+0             | -                  | -                  | -                  | -           | -           | -           | 49     | 12     |
| Totale Leicester City | Totale Leicester City | Totale Leicester City | 103        | 15         |                 | 14              | 0               |                    | 11                 | 2                  |             | 1           | 0           | 129    | 17     |
| 2024-2025             | Chelsea               | PL                    | 13         | 0          | FACup+CdL       | 1+2             | 0+0             | UECL               | 15                 | 5                  | CmC         | 1           | 1           | 36     | 6      |
| 2025-2026             | Everton               | PL                    | -          | -          | FACup+CdL       | -               | -               | -                  | -                  | -                  | -           | -           | -           | -      | -      |
| Totale carriera       | Totale carriera       | Totale carriera       | 165        | 22         |                 | 18              | 0               |                    | 26                 | 7                  |             | 2           | 1           | 215    | 30     |

## Palmarès

### Club

#### Competizioni nazionali
- Community Shield: 1

Leicester City: 2021
- Campionato inglese di seconda divisione: 1

Leicester City: 2023-2024

#### Competizioni internazionali
- UEFA Conference League: 1

Chelsea: 2024-2025
- Coppa del mondo per club: 1

Chelsea: 2025